# Mario Roberto Martínez
Mario Roberto Martínez (San Pedro Sula, 30 luglio 1989) è un calciatore honduregno, centrocampista dell'Olancho.

## Caratteristiche tecniche
Martínez è un esterno sinistro offensivo, dotato di tecnica, corsa ed un buon tiro. È considerato uno dei maggiori talenti del suo Paese.

## Carriera

### Club
Ha iniziato a giocare a calcio nel Real España, entrando nelle sue giovanili nel 2001. Ha debuttato in prima squadra nel 2008. È stato scoperto dagli osservatori del Vålerenga durante un torneo in Trinidad e Tobago. È stato così acquistato in prestito e il Vålerenga ha il diritto di riscatto dell'intero cartellino. Si è trasferito nella Tippeligaen assieme al connazionale Reinieri Mayorquín, trasferitosi all'Aalesunds.
A gennaio 2010, è passato in prestito ai belgi dell'Anderlecht.
Il 1º agosto 2012, passa in prestito alla franchigia Major League Soccer dei Seattle Sounders FC dal Real España.

### Nazionale
Nonostante la giovane età, nel 2008 ha già fatto parte dell'Honduras under 23. È stato il capitano dell'Honduras under 20, selezione che si è qualificata per il campionato mondiale 2009, in Egitto.

## Palmarès

### Club

#### Competizioni nazionali
- Campionato belga: 1

Anderlecht: 2009-2010